# La Cravache
Pour plus de détails, voir Fiche technique et Distribution.
La Cravache est un film français réalisé par Pierre Kalfon et sorti en 1972.

## Fiche technique
- Titre : La Cravache
- Réalisation : Pierre Kalfon, assisté de Pierre Geller
- Scénario : Pierre Kalfon et Pierre Jeancard, d'après son roman
- Photographie : Jean Orjollet
- Son : Bernard Ortion
- Montage : Jean-Claude Viard
- Musique : Frédéric Chopin
- Production : Les Films Number One
- Pays d'origine :  France
- Durée : 80 minutes
- Date de sortie : France - 10 mai 1972[2]

## Distribution
- Pierre Forget
- Gil de Lesparda
- Jacqueline Parent
- Richard Laigre
- Richard Salesses
- Paulette Revel